# Идиот в Париже
«Идиот в Париже» (Un idiot à Paris) — фильм режиссёра Сержа Корбера по одноименной повести Рене Фалле
(René Fallet), в котором эпизодическую роль сыграл Пьер Ришар.

## Сюжет
Над простодушным парнем Габи подсмеиваются в его родной деревне: ведь у него есть мечта — увидеть Париж. И вот однажды шутники кладут спящего Габи в машину, которая едет в Париж. Очутившись в «мечте», Габи начинает путешествовать по городу и находит много новых друзей.

## В ролях
- Жан Лефевр — Габи
- Дани Каррель — Джульет
- Бернар Блие — Леон Дессертин
- Робер Дальбан — Патуйу
- Мишлин Люссьони — проститутка
- Пьер Ришар — полицейский (эпизод)